# Etage (stratigrafie)
Een etage (Engels: stage) is het chronostratigrafisch equivalent van een geochronologische tijd of tijdsnede. Een etage is een onderverdeling van een serie en is onderverdeeld in chronozones.
In bepaalde gevallen is het noodzakelijk om tussen etage en serie over aanvullende eenheden te beschikken. Deze eenheden worden dan respectievelijk super-etage en sub-serie genoemd. Hetzelfde geldt voor etage en chronozone. Hier worden de eenheden aangeduid als sub-etage en super-chronozone. Sub- en super-eenheden zijn geen onderverdelingen van de aangeduide eenheid, zij worden als gelijkwaardig in de hiërarchie van chronostratigrafische eenheden ingepast.